# Villarmayor (kommunhuvudort)
Villarmayor är en kommunhuvudort i Spanien.   Den ligger i provinsen Provincia de Salamanca och regionen Kastilien och Leon, i den centrala delen av landet, 200 km väster om huvudstaden Madrid. Villarmayor ligger 828 meter över havet och antalet invånare är 212.
Terrängen runt Villarmayor är platt. Runt Villarmayor är det glesbefolkat, med 10 invånare per kvadratkilometer. Närmaste större samhälle är Ledesma, 8,5 km norr om Villarmayor. Trakten runt Villarmayor består till största delen av jordbruksmark.